# Passer ammodendri
El gorrión del saxaul (Passer ammodendri) es una especie de ave paseriforme de la familia Passeridae. Habita en algunas zonas dispersas de Asia central. Mide unos 14 a 16 cm de largo, y tiene un peso de unos 25 a 27 g.

## Distribución
Es propia de Asia, encontrándose en China, Irán, Kazajistán, Kirguistán, Mongolia, Tayikistán, Turkmenistán y Uzbekistán.

## Taxonomía
Evidencias genéticas y fósiles sugieren un origen más tempranero para la especie Passer, tal vez en el Mioceno y Pleistoceno, tal como sugiere Luis Allende et al en sus 2001 análisis filogenéticos del ADN mitocondrial. Este análisis también sugiere que el gorrión del saxaul puede ser un vástago temprano o especie basal en su género, un pariente de ciertos gorriones africanos como el gorrión de cabeza gris. Si el gorrión del saxaul está relacionado con estas especies, o bien el gorrión del saxaul apareció anteriormente en los desiertos de África y Arabia, o bien cada uno de los grupos de los gorriones Passer son de origen africano.

## Subespecies
Se reconocen las siguientes subespecies:
- Passer ammodendri ammodendri
- Passer ammodendri nigricans
- Passer ammodendri stoliczkae